# Proconsul major
El Proconsul major, és un primat extint del gènere Proconsul, possiblement un antecessor de l'afropitec. Mostra característiques d'homínid. Visqué durant el Miocè i tenia una mida semblant a la del goril·la.
El Proconsul major visqué a Àfrica. Basant-se en la dentadura s'ha deduït que la seva dieta es basava en les fruites.

## Morfologia
El Proconsul major tenia una fórmula dental 2:1:2:3 tant a la mandíbula superior com a l'inferior. Els ullals eren sexualment dimòrfics.